# Svatopluk Mrázek
Svatopluk Mrázek (15. ledna 1923 – 5. března 2011) byl český trenér a funkcionář basketbalu.
V československé basketbalové 1. lize žen v ročníku ligy 1953 byl trenérem družstva žen Spartak Autopraga Vysočany, s nímž se umístil na pátém místě. Po této sezóně s dvěma hráčkami (Hana Myslilová-Havlíková a Klímová) přešel do klubu Slovan Orbis Praha a jako trenér převzal ligové družstvo žen, které poté vedl 20 ročníků ligy až do sezóny 1972/1973. S družstvem získal v 1. lize basketbalu žen devět titulů mistra Československa a čtyři druhá místa.,,
V FIBA Poháru evropských mistrů v basketbale žen v šesti ročnících poháru dovedl družstvo žen Slovan Orbis Praha třikrát do semifinále mezi čtyři nejlepší týmy Evropy (1960, 1962, 1965) a třikrát až do finále, v němž ale třikrát podlehlo a to dvakrát (1961, 1966) 18násobnému vítězi této soutěže (v letech 1960–1982) Daugava Riga (Lotyšsko) a jednou (1963) bulharskému družstvu Slavia Sofia a Slovan Orbis Praha tak skončil třikrát na 2. místě FIBA Poháru evropských mistrů v basketbale žen. 
Byl také trenérem československé basketbalové reprezentace žen celkem na deseti světových a evropských soutěžích, z toho šestkrát jako hlavní trenér (Mistrovství světa žen 1959, 1964, Mistrovství Evropy žen 1954, 1958, 1962, 1964) a čtyřikrát jako asistent trenéra (MS 1975, 1986, ME 1960, 1987). S reprezentačnám týmem Československa získal celkem osm medailí, z toho jako trenér šest medailí – tři stříbrné (MS 1964, ME 1954, 1962), tři bronzové (MS 1959, ME 1958, 1964) a jako asistent trenéra dvě bronzové (MS 1975, ME 1960) a dvě čtvrtá místa (MS 1986, ME 1987).

## Trenérská kariéra
Kluby: celkem 21 ligových sezón, 9 titulů mistra Československa a 4x 2. místo
- 1953 Spartak Autopraga Vysočany: 7. místo
- 1953–1972 Slovan Orbis Praha 1. liga ženy: 9x mistr Československa (1954, 1956, 1959–1962, 1964, 1965) a 4x vicemistr (1955, 1958, 1963, 1967), 4. místo (1968), 2x 5. místo (1966, 1969), 6. místo (1970), 2x 10. místo (1971, 1972), 12. místo (1973)

Pohár evropských mistrů v basketbale žen
- účast v 6 ročnících soutěže, třikrát na 2. místě po porážce ve finále, třikrát v semifinále (4 nejlepší týmy Evropy)

Československo: v letech 1954–1964 a 1986–1987 celkem 6x trenér a 3x asistent trenéra reprezentace, celkem 7 medailových umístění: 3x 2. místo, 4x 3. místo
- Mistrovství světa – Trenér: 1959 Moskva (3. místo), 1964 Lima, Peru (2.), asistent trenéra: 1975 Cali, Kolumbie (3.), 1986 Moskva (4.)
- Mistrovství Evropy – Trenér: 1954 Bělehrad (2.), 1958 Lodž, Polsko (3.), 1962 Mulhouse, Francie (2.), 1964 Budapešť, Maďarsko (3.) a jako asistent trenéra: 1960 Sofia, Bulharsko (3.), 1987 Cadiz, Španělsko (4.)

## Funkcionář
- Svatopluk Mrázek působil v Československé basketbalové federaci v různých funkcích, zejména se podílel na činnosti v trenérsko-metodické komisi.
- byl odborný asistent na katedře tělesné výchovy Vysoké školy ekonomické v Praze resp. ve Středisku vrcholového sportu

## Knihy
- Svatopluk Mrázek, Emil Velenský, Lubomír Dobrý : Košíková, Praha : STN, 1955, 255 s.
- Svatopluk Mrázek, Lubomír Dobrý : Basketball, Berlin : Sportverlag, 1962, 246 s.